# Carolina av Parma
Carolina av Parma, född 1770, död 1804, var en sachsisk prinsessa, gift med prins Maximilian av Sachsen.

## Biografi
Carolina var dotter till hertig Ferdinand av Parma och Maria Amalia av Österrike. Hon gifte sig 1792 med Sachsens tronföljare Maximilian av Sachsen. Vigseln ägde rum per procura i Parma, och senare en andra gång i Dresden.
Carolina fick sitt namn efter sin moster och gudmor, Neapels drottning Maria Karolina av Österrike. Hon beskrevs vid sin moster Maria Kristinas besök i Parma 1775 som mycket vacker men allvarlig och melankolisk. Carolina och hennes bror Ludvig var sina föräldrars favoriter och fick bland annat personligen religionsundervisning av fadern, trots att det var deras yngre systrar som egentligen intresserade sig för katolicismen.
Carolinas äktenskap uppges inte ha varit arrangerat. Hennes mor Maria Amalia ville gärna att Carolina skull gifta sig med en tysk prins. Hon såg därför till att Carolina fick träffa prins Maximilian, som ofta besökte Italien. När hertigfamiljen besökte Sachsen i slutet av 1780-talet, ska Carolina och Maximilian ha blivit ömsesidigt förälskade i varandra, och Maria Amalia gav sitt tillstånd till äktenskapet trots att Maximilian inte var tronföljare utan en femte son, och Carolina rapporterades som entusiastisk inför bröllopet. 
Den första vigseln i Parma beskrivs också som enkel och familjär snarare än som en statsangelägenhet. Förhållandet och Carolinas liv i Sachsen beskrivs också som lyckligt. När Maria Amalia bosatte sig i Prag nära Sachsen 1802 blev kontakten med modern också mer intensiv, även om de aldrig hann återses före Carolinas död 1804.

## Barn
1. Maria Amalia av Sachsen (1794–1870)
2. Marie av Sachsen (1796–1865), gift med Ferdinand III av Toscana
3. Fredrik August II av Sachsen (1797–1854)
4. Clemens Maria Joseph av Sachsen (1798–1822)
5. Maria Anna av Sachsen (1799–1832), gift med Leopold II av Toscana
6. Johan I av Sachsen (1801–1873)
7. Maria Josefa av Sachsen  (1803–1829), gift med Ferdinand VII av Spanien